# Andromeda V
Andromeda V (And V) – karłowata galaktyka sferoidalna w konstelacji Andromedy. Jest satelitą Galaktyki Andromedy (stąd też nazwa). Odkryli ją T.E. Armandroff, J.E. Davies i G.H. Jacoby z National Optical Astronomy Observatory.